# 洪德斯海姆
洪德斯海姆是奥地利下奥地利州莱塔河畔布鲁克县的一个市镇。总面积13.42平方公里，总人口544人，人口密度40.5人/平方公里（2009年）。